# Anomiopsyllus durangoensis
Anomiopsyllus durangoensis är en loppart som beskrevs av Holland 1965. Anomiopsyllus durangoensis ingår i släktet Anomiopsyllus och familjen mullvadsloppor. Inga underarter finns listade i Catalogue of Life.